# 各年のタイの一覧

タイの国旗

各年のタイの一覧（かくねんのタイのいちらん）は、タイの各年ごとの記事の一覧。この一覧ではタイの各年ごとの記事の他、各世紀と各年代、タイの各分野における各年ごとの記事についても取り扱う。

## 一覧

### 18世紀
- 1790年代
  - 1793年のシャム（ラーオ語版）
- 1800年代
  - 1800年のシャム（英語版）

### 19世紀
- 1820年代
  - 1825年のシャム（英語版）
- 1850年代
  - 1850年のシャム（英語版） 1851年のシャム（英語版）
- 1860年代
  - 1862年のシャム（英語版）
- 1870年代
  - 1875年のシャム（英語版）
- 1900年代
  - 1900年のシャム（英語版）

### 20世紀
- 1920年代
  - 1925年のシャム（英語版）
- 1930年代
  - 1932年のシャム（英語版）
- 1940年代
  - 1946年のタイ（英語版） 1947年のタイ（英語版） 1948年のタイ（英語版） 1949年のタイ（英語版）
- 1950年代
  - 1950年のタイ（英語版） 1951年のタイ（英語版） 1952年のタイ（英語版） 1953年のタイ（英語版） 1954年のタイ（英語版）
  - 1955年のタイ（英語版） 1956年のタイ（英語版） 1957年のタイ（英語版） 1958年のタイ（英語版） 1959年のタイ（英語版）
- 1960年代
  - 1960年のタイ（英語版） 1961年のタイ（英語版） 1962年のタイ（英語版） 1963年のタイ（英語版） 1964年のタイ（英語版）
  - 1965年のタイ（英語版） 1966年のタイ（英語版） 1967年のタイ（英語版） 1968年のタイ（英語版） 1969年のタイ（英語版）
- 1970年代
  - 1970年のタイ（英語版） 1971年のタイ（英語版） 1972年のタイ（英語版） 1973年のタイ（英語版） 1974年のタイ（英語版）
  - 1975年のタイ（英語版） 1976年のタイ（英語版） 1977年のタイ（英語版） 1978年のタイ（英語版） 1979年のタイ（英語版）
- 1980年代
  - 1980年のタイ（英語版） 1981年のタイ（英語版） 1982年のタイ（英語版） 1983年のタイ（英語版） 1984年のタイ（英語版）
  - 1985年のタイ（英語版） 1986年のタイ（英語版） 1987年のタイ（英語版） 1988年のタイ（英語版） 1989年のタイ（英語版）
- 1990年代
  - 1990年のタイ（英語版） 1991年のタイ（英語版） 1992年のタイ（英語版） 1993年のタイ（英語版） 1994年のタイ（英語版）
  - 1995年のタイ（英語版） 1996年のタイ（英語版） 1997年のタイ（英語版） 1998年のタイ（英語版） 1999年のタイ（英語版）
- 2000年代
  - 2000年のタイ（英語版）

### 21世紀
- 2000年代
  - 2001年のタイ（英語版） 2002年のタイ（英語版） 2003年のタイ（英語版） 2004年のタイ（英語版）
  - 2005年のタイ（英語版） 2006年のタイ（英語版） 2007年のタイ（英語版） 2008年のタイ（英語版） 2009年のタイ（英語版）
- 2010年代
  - 2010年のタイ（英語版） 2011年のタイ（英語版） 2012年のタイ（英語版） 2013年のタイ（英語版） 2014年のタイ（英語版）
  - 2015年のタイ（英語版） 2016年のタイ（英語版） 2017年のタイ（英語版） 2018年のタイ（英語版） 2019年のタイ（英語版）
- 2020年代
  - 2020年のタイ（英語版） - 2021年のタイ（英語版） - 2022年のタイ - 2023年のタイ（英語版） - 2024年のタイ（英語版）